# Libertas (quotidiano)
Libertas è un giornale online sammarinese.
Il giornale si occupa delle cronache della provincia di Rimini.

## Storia
La testata fu fondata da Marino Cecchetti, che ne fu primo direttore fino al 2016, quando venne sostituito da Gianluca Metalli. Nel 2020 Vinicia Pizzulin, già giornalista per la stessa testata, è diventata la prima donna ad assumerne la direzione.